# Villa Pisani (Bagnolo di Lonigo)
La Villa Pisani es una villa del siglo XVI relacionada con el arquitecto Andrea Palladio. Se encuentra en la aldea de Bagnolo, en el municipio italiano de Lonigo.

## Historia
Los Pisani eran una rica familia de nobles venecianos quienes eran propietarios de varias Villas Pisani, dos de ellas diseñadas por Andrea Palladio.  La villa en Bagnolo se construyó en los años 1540 y es la más antigua de las villas Pisani hechas por Palladio. Era el centro de una vasta finca agrícola y fue diseñada con un típico almohadillado para complementar su localización rural: en contraste con la Villa Pisani en Montagnana parece más refinada.

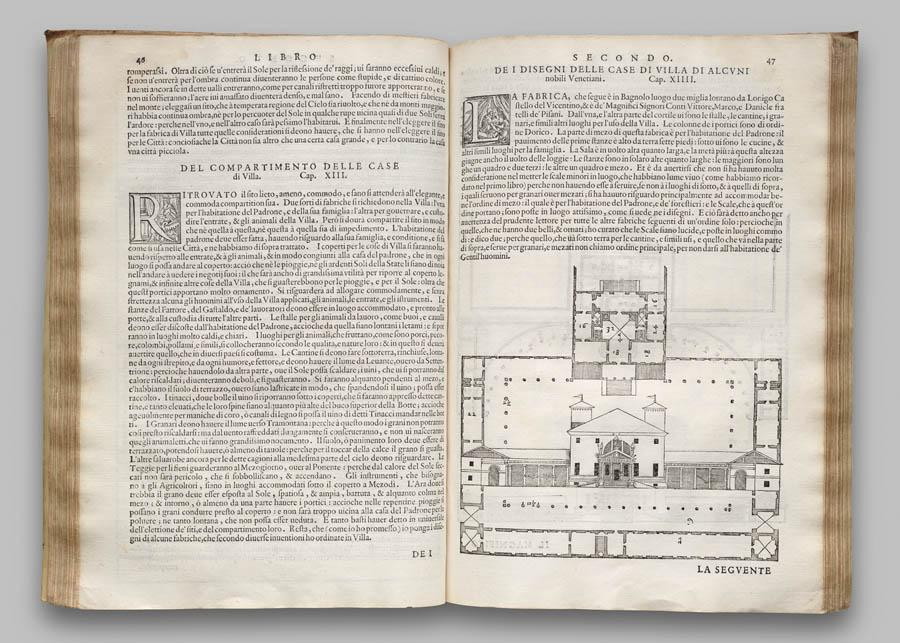
Villa Pisani en Los cuatro libros de la arquitectura.

La construcción de la villa Pisani en Bagnolo, a partir de 1542, constituye para la carrera del joven Palladio un auténtico momento decisivo. Los hermanos Vettore, Marco y Daniele Pisani, formaban parte de hecho de la élite aristocrática veneciana, con lo que se produce un claro salto cualitativo en los encargos palladianos que hasta entonces eran solamente vicentinos. La vasta propiedad agrícola de más de 1.200 campos era propiedad de los Pisani desde 1523, y sobre ella existía una casa de los anteriores propietarios, los vicentinos Nogarola, probablemente absorbida en la nueva construcción. En 1545 el cuerpo dominical está ya realizado.
En 1570 Palladio publicó una versión de la villa en sus Cuatro libros de arquitectura La villa ejecutada difiere de manera evidente respecto al diseño. Las desviaciones pueden haber sido una respuesta a ciertas condiciones del lugar en que se estableció.
En 1996, la Unesco incluyó a la villa en el conjunto Patrimonio de la Humanidad «La ciudad de Vicenza y las villas palladianas del Véneto».

## Arquitectura

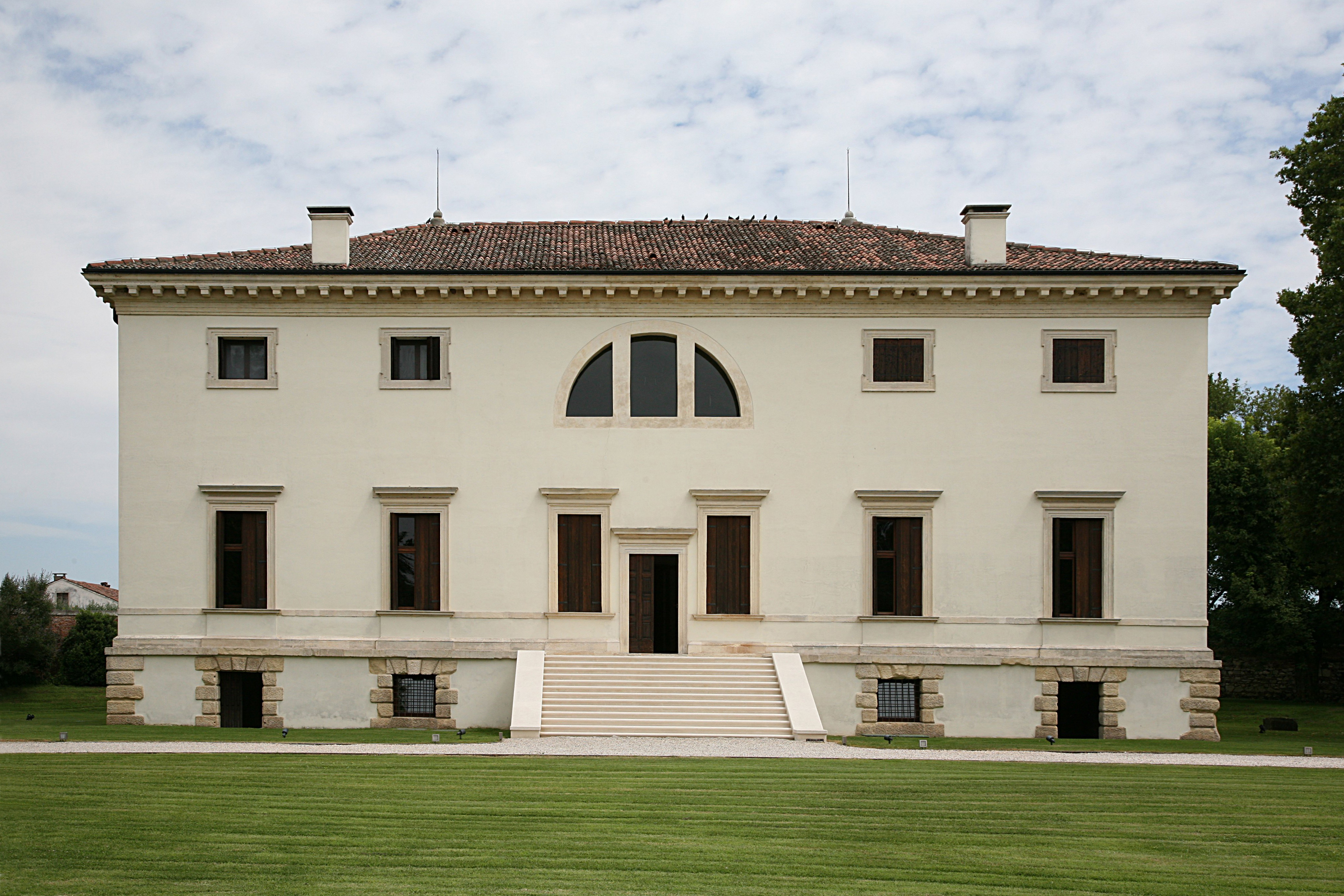
Fachada posterior.

Ideada como casa de campo, su finalidad puede verificarse por la presencia de barchesse (alas destinadas a almacén) a ella adyacentes, probablemente sólo una parte de las cuales en origen, presenta un parque que se coloca en la parte trasera del edificio. La villa surge cerca del río Guà, en un punto estratégico dando por el otro lado al camino que une la aldea directamente con la vecina Spessa.
En un mapa de 1562 es visible sobre el fondo del patio una gran barchessa cerrada por dos palomares, admirada por Vasari; también un grabado del plano por Ottavio Bertotti Scamozzi, 1778 da una idea clara de la villa tal como aparecía en el siglo XVIII. Originalmente había una larga barchessa en la parte trasera del patio terminado en palomares que mantenían a la villa dotada de pichones; esta ala fue admirada por Vasari, pero fue demolida en el siglo XIX y reemplazada por una estructura que no tiene ninguna relación con la fachada palladiana a la que se enfrenta.
Se trata, todavía, de una construcción incompleta, si bien fue una de las primeras de Palladio, porque carece de patio porticado probablemente antepuesto a la villa. El interior está constituido por una majestuosa sala central en forma de «T» con bóveda de cañón inspirada en las termas romanas; está completamente decorada con frescos.